# Razjdavitsa
Razjdavitsa (bulgariska: Раждавица) är ett distrikt i Bulgarien.   Det ligger i kommunen obsjtina Kjustendil och regionen Kjustendil, i den västra delen av landet, 60 km sydväst om huvudstaden Sofia.
Omgivningarna runt Razjdavitsa är en mosaik av jordbruksmark och naturlig växtlighet. Runt Razjdavitsa är det ganska tätbefolkat, med 65 invånare per kvadratkilometer.